# Voie médiane (Umaylam)
Pour la voie médiane dans le bouddhisme, voir Voie du milieu.
La voie médiane aussi appelé voie du milieu (Umaylam en tibétain : དབུ་མའི་ལམ།, Wylie : dbu ma'i lam), a pour origine l’opinion que le Tibet n’était pas une partie de la Chine avant l’invasion en 1950, qu’il a été et continue d’être occupé illégalement et que « le peuple tibétain n’accepte pas le statut actuel du Tibet sous la république populaire de Chine » selon le dalaï-lama.

## Caractéristique
Formulée par le dalaï-lama, la voie médiane est influencée par les concepts bouddhistes tibétains d'interdépendance et de non-violence.
Cette politique rejette l’usage de la violence et propose une solution négociée à la question tibétaine n’appelant pas à l’indépendance du Tibet mais à une forme d’autonomie réelle qui permette aux Tibétains de conserver leur identité nationale distincte, dont leur langue, leur culture, leur religion, leurs valeurs et façon de vivre.
Les propositions du dalaï-lama et de l’administration centrale tibétaine de négociations avec la république populaire de Chine (RPC) ont toutes reflété la conviction de l’occupation du Tibet en violation des normes fondamentales du droit international et le besoin de trouver un compromis pour sauver l’existence des Tibétains comme un peuple distinct en regard de la puissance de la république populaire de Chine et de la faible réponse de la communauté internationale à l’occupation du Tibet.

## Histoire

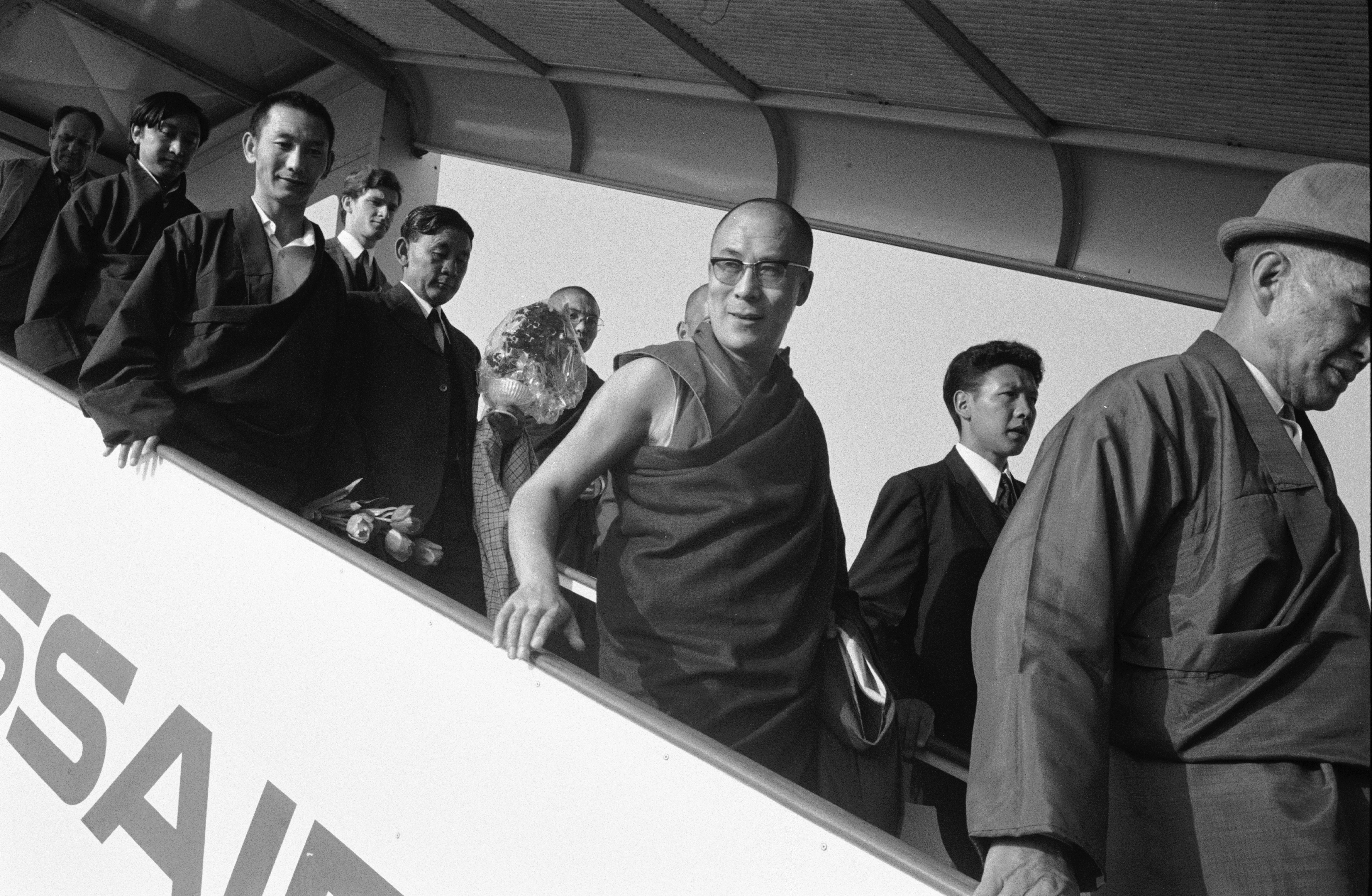
Le dalaï-lama arrivant à l’aéroport de Kloten à Zurich en octobre 1973.

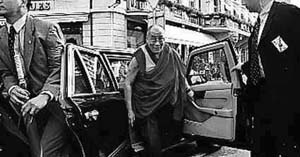
Le 14e dalaï-lama, vers 1988, portrait par Erling Mandelmann.

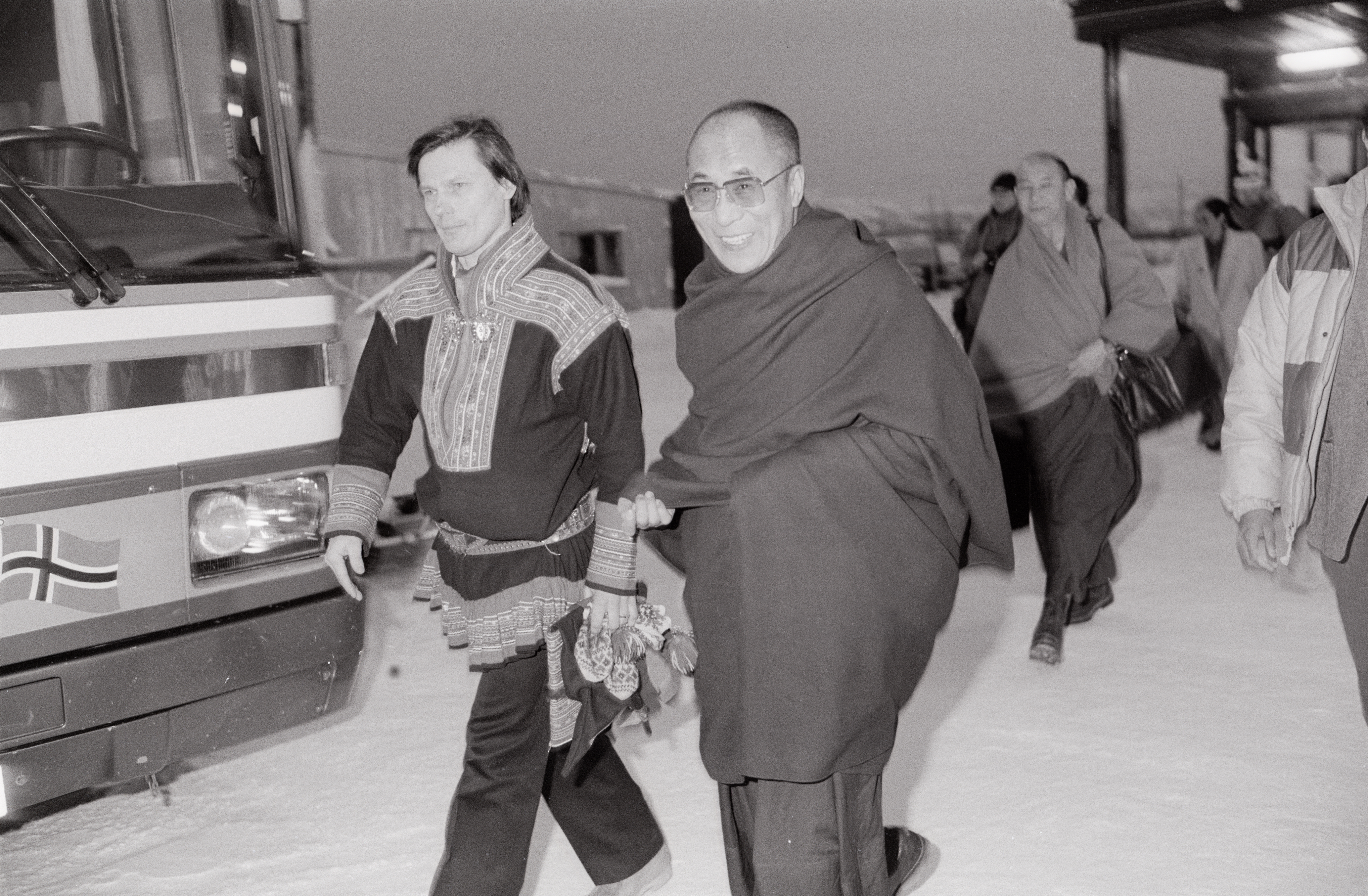
Ole Henrik Magga, Parlement sáme de Norvège, félicite le 14e dalaï-lama après la remise du prix Nobel de la paix.

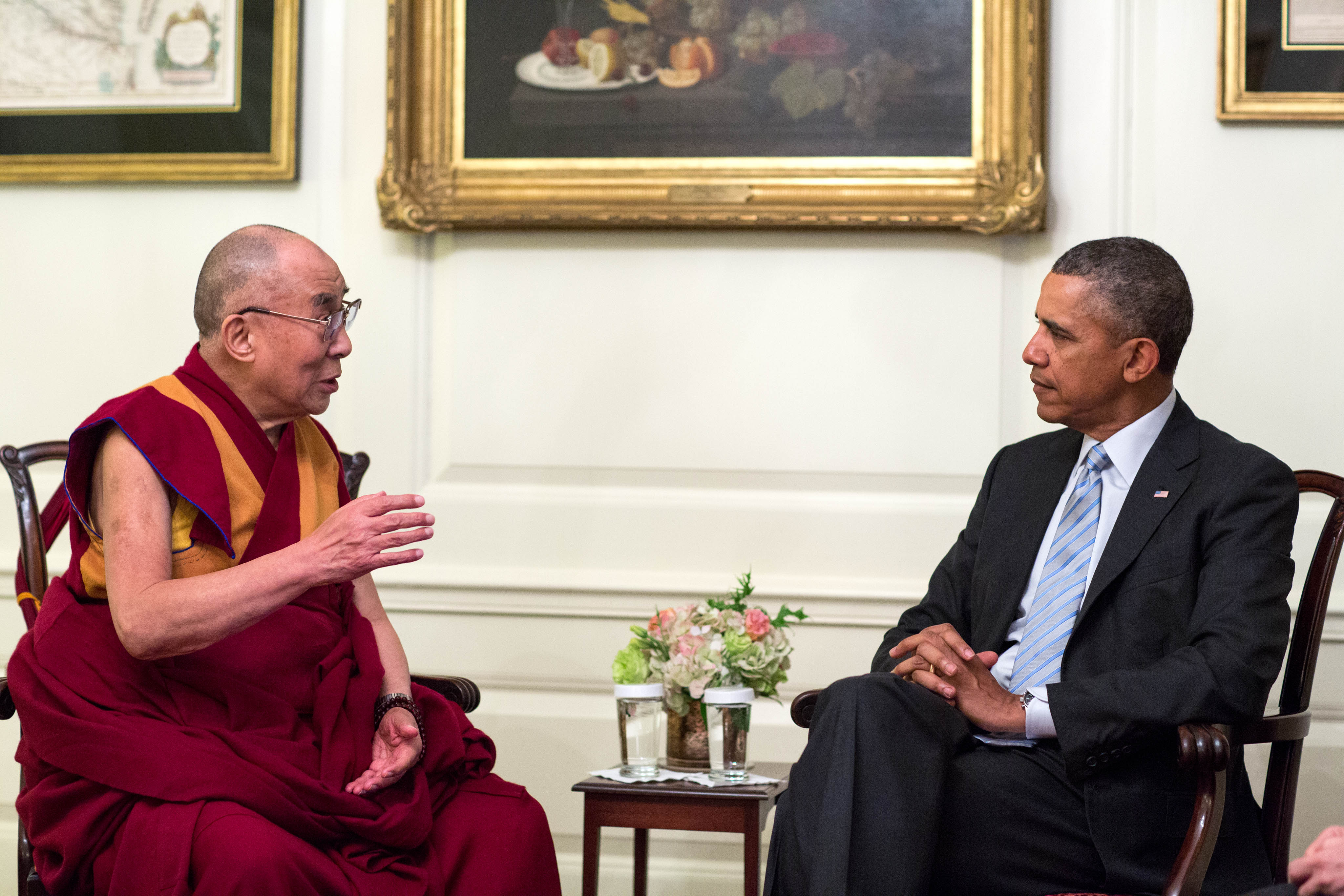
Le 21 février 2014, Barack Obama rencontre le 14e dalaï-lama dans la Map Room à la Maison-Blanche.

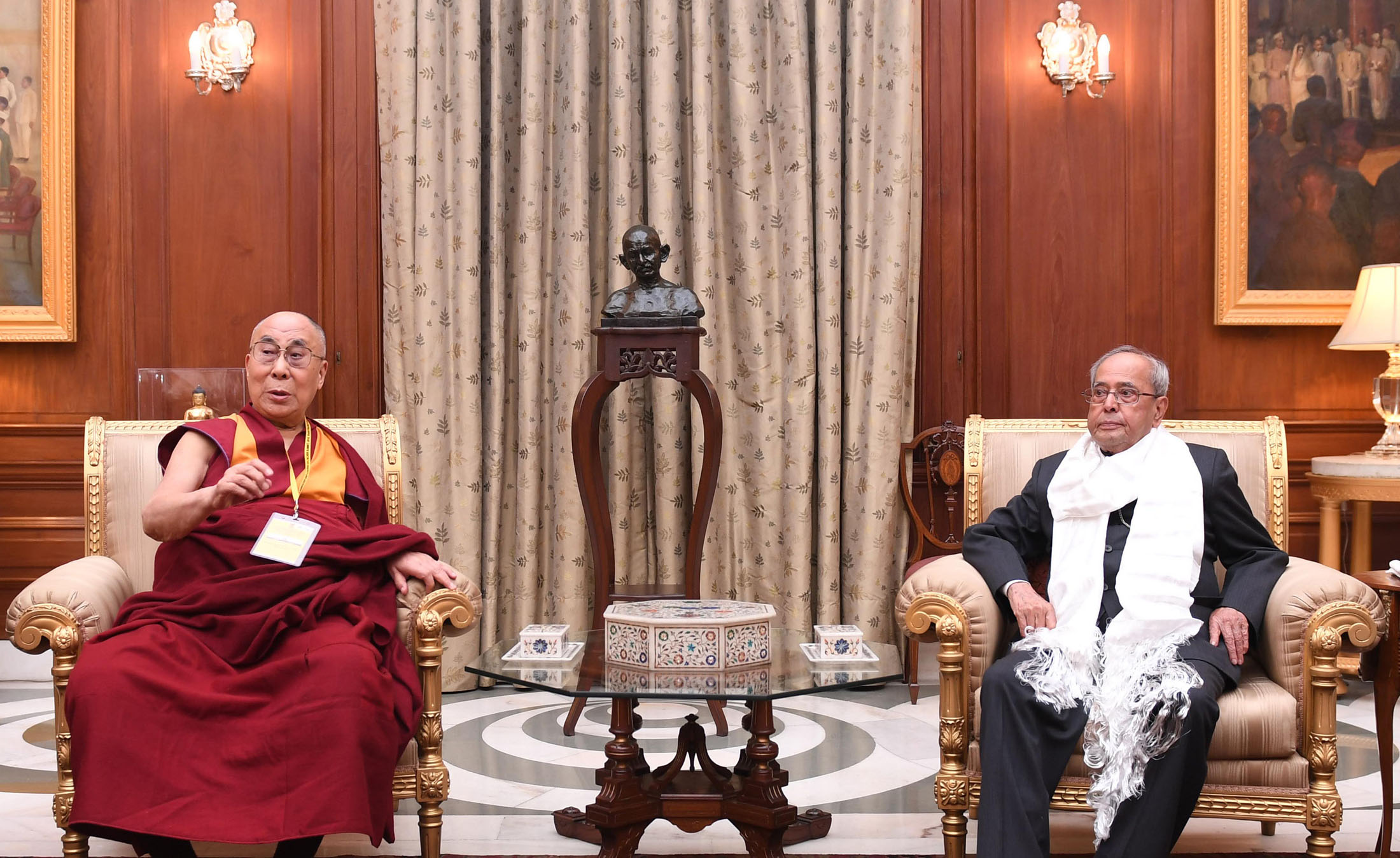
Le 14e dalaï-lama et Pranab Mukherjee à Rashtrapati Bhavan à New Delhi le 11 12 2016.

Les graines de l'approche de la voie médiane ont été semées en 1973, dans une série de consultations gouvernementales internes et externes. Le dalaï-lama a été encouragé en 1979 lorsque Deng Xiaoping a dit à son frère Gyalo Thondup que « à l'exception de l'indépendance du Tibet, toutes les autres questions peuvent être envisagées ». Le dalaï-lama a accepté de poursuivre les négociations pour une résolution mutuellement bénéfique et pacifique plutôt que de se battre pour restaurer l'indépendance . Il envoya trois missions d'enquête au Tibet et écrivit une longue lettre personnelle à Deng Xiaoping avant que ses représentants ne se rendent à Pékin en 1982 pour ouvrir des négociations. Cependant, ils ont rapporté que leurs homologues chinois n'étaient pas intéressés à discuter de la situation au Tibet, seulement du statut personnel et de l'avenir du 14e dalaï-lama. Néanmoins, durant les années 1980, le dalaï-lama enverra 6 délégations en Chine.
L’approche de la voie médiane a été exprimé publiquement pour la première fois par le dalaï-lama dans le plan de paix en cinq points pour le Tibet devant le Groupe parlementaire des droits de l'homme du Congrès américain (Congresssional Human Right Caucus) au Capitol en 1987.
En 1988, le dalaï-lama argumenta l’approche de la voie médiane dans un discours aux membres du Parlement européen à Strasbourg.
Le dalaï-lama réitéra son souhait que les Tibétains voient restaurer l’indépendance de leur pays en lieu et place de l’occupation continue dans son discours d’acceptation du prix Nobel de la paix à Oslo en décembre 1989.
Quand Pékin critiqua ouvertement la proposition et la rejeta comme base de discussion, le dalaï-lama annonça en 1991 qu’il n’y était plus lié, puisque la proposition était devenue inefficace.
Cependant, la voie médiane demeura la politique centrale du dalaï-lama et de l’administration centrale tibétaine.
En 1993, l’administration centrale tibétaine publie un papier blanc intitulé « Tibet : proving truth from facts » répondant au papier blanc de la RPC « Tibet-its ownership and Human Rights situation » publié le 22 septembre 1992. Le papier blanc tibétain aborde en détail le statut du Tibet historique et postérieur à l’invasion du Tibet occupé. Il souligne les efforts sans succès pour s’engager dans des négociations avec la république populaire de Chine.
En 1996, dans un discours au Parlement européen à Strasbourg, le dalaï-lama fit une déclaration où il évoque la voie médiane.
En 2001, dans un autre discours au Parlement européen, le dalaï-lama aborda à nouveau la voie médiane.
En 2002, un processus de dialogue entre des hauts représentants du dalaï-lama et de la RPC débute. La proposition suivante formelle d’approche de la voie médiane fut donnée aux officiels de la RPC à Pékin par les envoyés spéciaux du dalaï-lama en novembre 2008 durant la 9e rencontre et discuté plus tard par le dalaï-lama lors d’une session plénière du Parlement européen en décembre 2008.
Un soin particulier a été pris d’écrire le mémorandum dans des termes facilitant l’engagement formel du leadership à Pékin à discuter cette proposition. Pékin ne s’étant pas engagé dans les propositions précédentes, la partie tibétaine se refreina de soulever tout élément ou langage qui avait pu entrainer l’expression de colère de Pékin. Le mémorandum était couché dans une expression non-confortative, dans l’objectif de plaire aux leadership de Pékin, allant jusqu’à utiliser la terminologie propre du parti communiste chinois, se référant par exemple aux Tibétains comme une « minorité de nationalité » de la RPC.
Il évitait toute référence à l’indépendance passée du Tibet et à l’invasion et occupation par la RPC du pays, car ces éléments avaient focalisé la critique de Pékin dans les propositions précédentes du dalaï-lama, qui selon les officiels chinois démontrait que le dalaï-lama n’avait pas renoncer à son but d’indépendance. Dharamsala pensait que ces références avaient pu rendre difficile aux leaders politiques de la Chine de considérer et répondre à l’essentiel des propositions précédentes.  
Cependant, le mémorandum n’avalisait pas l’affirmation de la RPC que le Tibet est une partie inaliénable de la Chine ou qu’il était une partie historique de la Chine.
En dépit du langage conciliant du mémorandum, la position tibétaine sur le statut passé du Tibet et son occupation actuelle n’a pas changé.
En 2010, le dialogue sino-tibétain a été arrêté par la RPC en dépit des efforts des Tibétains pour clarifier les points ayant soulevés les critiques les plus importantes perçues sur le mémorandum par la RPC.
En février 2018, la Chine criminalise le concept quand le bureau de sécurité de la région autonome du Tibet publie une liste révisée des définitions des « crimes organisés », notamment « d'instiller dans les masses des idées réactionnaires telles que la voie médiane ».
Le 5 mai 2023, Penpa Tsering, le président de l'administration centrale tibétaine, a révélé qu'il y a un dialogue actif en coulisse entre les homologues tibétains et chinois.
En juillet 2023, le dalaï-lama, est toujours ouvert au dialogue avec la Chine si elle est d’accord pour négocier sur la question sino-tibétaine et déclare : « La Chine est en train de changer et a maintenant réalisé que le peuple tibétain est très fort et pour faire face au problème tibétain, il veut avoir un contact avec moi et je suis également prêt ».

## Accueil
Lodi Gyari pense que l'approche de la voie médiane dans le discours du dalaï-lama au Parlement européen en 1988 à Strasbourg en France était géniale.
En avril 2014, le 17e karmapa Orgyen Trinley Dorje fustige la politique chinoise au Tibet et affirme son soutien de la voie médiane du dalaï-lama.